# Teutates
Teutates, también llamado Tutatis, es la deidad de la unidad tribal masculina del panteón galo, según la antigua mitología celta. Fue el antecesor de los hombres y su legislador, guardián, árbitro, así como el defensor de sus pueblos. Formaba parte de los tres "dioses de la noche" celtas citados por Lucano en La Farsalia, junto a Esus y a Taranis. También es conocido como Dios del Pueblo, Albiorix (rey del mundo) y Caturix (rey de la batalla). 

## Etimología
Teutates puede derivar del proto-céltico *teutāto-, que significa "unidos tribalmente". Se ha sugerido que el nombre significa "padre de la tribu", formado teut- (pueblo o tribu) y -tat (padre) , pero si fuera así, el nombre esperado sería *Teutahatres.

## Culto
Se le veía como espíritu de guerra, productividad, constructividad y riqueza. Se le ofrecían sacrificios humanos para apaciguarlo y como medio de redención. Parece haber sido más bien un espíritu de la unidad y armonía de la tribu (a veces confundido con Ogmios). Cada tribu tenía su propio Teutates. En todas las inscripciones a la que se le hace referencia se le asocia a Marte, por lo que no se sabe si Teutates era un calificativo divino aplicado a este planeta, o bien era el equivalente al Dios Romano Marte y era como él una divinidad guerrera.
Mientras en los rituales a Taranis era común hacer sacrificios humanos donde las víctimas ofrecidas a él eran consumidas por el fuego, generalmente las ofrendas a Teutates eran cautivos de guerra que eran sumergidas cabeza abajo en un depósito de Ale, un tipo de cerveza de alta graduación favorita entre los pueblos celtas. Fueron los galos establecidos en Asia los que introdujeron esta costumbre al resto de las tribus afines.

### Centros de culto
Teutates fue venerado especialmente en la Galia y Britania. Se le alzaron altares de piedra.
En Hispania su culto se extendió por las tribus celtas asociado a las montañas, con el nombre de Teleno. Es posible encontrar topónimos que hacen referencia a este dios por toda la vertiente norte:
- Los astures dejaron rastro de su dios en las aldeas del Teleno (en Riosa) y Teleña (en Abamia, Cangas de Onís), y en el monte Teleno en Provincia de León.[2]
- Fue llamado Tullonius por los várdulos, quienes dejaron impreso su nombre en la mansio de Tullonium, situada en un pronunciado cerro en Alegría (Álava).

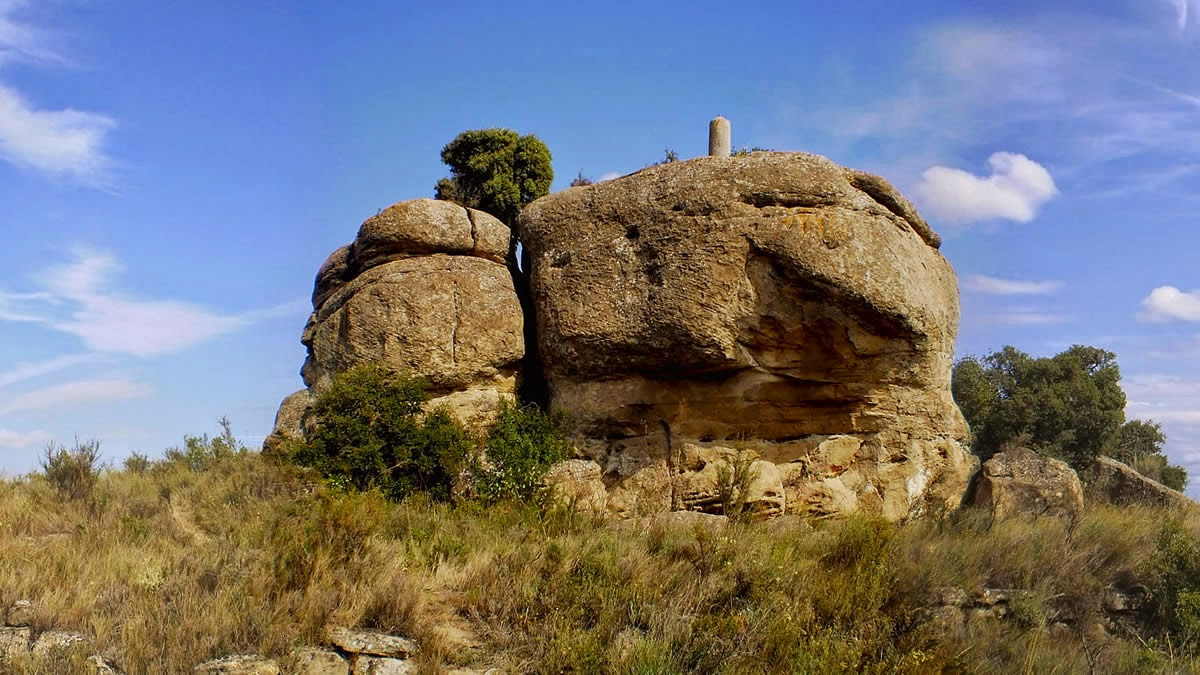
Piedra en Tondonia sospechosa de contener un Santuario Celtibero.

- En el riojano monte Toloño con idéntico significado:Tullonius o Tulonio; a sus pies, en el meandro de Tondonia en Haro (La Rioja), ha aparecido un altar sospechoso de ser un Santuario Celtibero, con una efigie de casi 4 m., pila de sacrificio de animales, marca de luna celtibera, con una alineación NE-SO, entre las fronteras, de autrigones, berones, caristios y várdulos, todo un hito en el territorio de la Celtiberia.[4][5]
- Mientras que sus vecinos caristios lo hicieron con Tullica (posiblemente Tuyo, en el municipio de Ribera Alta).[2]
- Telena también fue una aldea/barriada de Badajoz, hoy desaparecida.
- Por Estrabón se conoce la existencia de un dios guerrero asimilado al dios Marte, a quien se sacrificaban machos cabríos, caballos y también prisioneros.[6] Está documentado a través de una inscripción aparecida en una lámina de plata, en Quintana del Marco, con el nombre de «Marti Tileno».[2] En Astorga se han documentado estelas funerarias indígenas y de culto a la Tríada Capitolina, Minerva, Zeus Serapis y Marte Tileno, entre otros.

## Cultura popular
Teutates fue conocido por ser una expresión usual (¡Por Tutatis!) para los galos de las historietas de Astérix, de René Goscinny y Albert Uderzo. Esa misma expresión es utilizada en la saga de videojuegos de Imperivm: Imperivm: La Guerra de las Galias, Imperivm II: La conquista de Hispania e Imperivm III: Las grandes batallas de Roma.
También se le hace referencia en la canción "Cuarto Movimiento: La Realidad" de Extremoduro en su álbum "La Ley Innata" así como el tema "Crom En Su Montaña" de Hora Zulú.
También lo utiliza el Bandit padre de "Bluey", en la serie infantil del mismo nombre.